# Festivalul Internațional de Film Fantastic de la Avoriaz din 1992
Festivalul Internațional de Film Fantastic de la Avoriaz din 1992 (în franceză Festival international du film fantastique d'Avoriaz 1992) a fost a 20-a ediție a Festivalului Internațional de Film Fantastic de la Avoriaz. A avut loc în Alpii francezi (în stațiunea Avoriaz) în ianuarie 1992.
Filmul Escape from the 'Liberty' Cinema (Ucieczka z kina Wolnosc) regizat de Wojciech Marczewski a primit Marele premiu (Grand prix) al festivalului.

## Juriu
- Malcolm McDowell (președinte)
- Charles Aznavour
- Philippe de Broca
- César
- René Clément
- Maruschka Detmers
- William Friedkin
- Ben Gazzara
- Richard Lester
- Claude Rich
- Dominique Sanda
- Jerry Schatzberg
- Paul Schrader
- Peter Weller

## Selecție

### În competiție
- Borrower (The Borrower) de John McNaughton ( Statele Unite ale Americii)
- Double Vue (Afraid of the Dark) de Mark Peploe ( Franța /  Regatul Unit)
- L'Évasion du cinéma Liberté (Ucieczka z kina 'Wolnosc') de Wojciech Marczewski ( Polonia)
- La Famille Addams (The Addams Family) de Barry Sonnenfeld ( Statele Unite ale Americii)
- Histoires de fantômes chinois 2 (Sien nui yau wan II yan gaan do) de Ching Siu-tung ( Hong Kong, China)
- Traumatismes (Liebestraum) de Mike Figgis ( Statele Unite ale Americii)
- Pour toujours et à tout jamais (Immer & ewig) de Samir (  Elveția)
- La Secte (La Setta) de Michele Soavi ( Italia)
- Le Sous-sol de la peur (The People Under the Stairs) de Wes Craven ( Statele Unite ale Americii)
- Le Syndrome Frankenstein (No Telling) de Larry Fessenden ( Statele Unite ale Americii)
- Tetsuo II: Body Hammer de Shin'ya Tsukamoto ( Japonia)
- Timebomb de Avi Nesher ( Statele Unite ale Americii)
- Timescape de David Twohy ( Statele Unite ale Americii)
- Truly Madly Deeply de Anthony Minghella ( Regatul Unit)
- Xangadix (De Johnsons) de Rudolf van den Berg ( Țările de Jos)

### În afara competiției
- The Arrival de David Schmoeller ( Statele Unite ale Americii)
- Le Sang du châtiment (Rampage) de William Friedkin ( Statele Unite ale Americii)
- The Resurrected de Dan O'Bannon ( Statele Unite ale Americii /  Canada)
- Le Rocher de l'Apocalypse (The Runestone) de Willard Carroll ( Statele Unite ale Americii)
- Vengeance diabolique (Sometimes They Come Back) de Tom McLoughlin ( Statele Unite ale Americii)

### Miezul nopților din Avoriaz
- Carne de Gaspar Noé ( Franța)
- Hiruko the Goblin (Yôkai hantâ: Hiruko) de Shin'ya Tsukamoto ( Japonia)
- Mutronics (Guyver) de Screaming Mad George și Steve Wang ( Statele Unite ale Americii /  Japonia)
- The Refrigerator de Nicholas Jacobs ( Statele Unite ale Americii)
- Tetsuo de Shin'ya Tsukamoto ( Japonia)

## Premii
- Marele premiu (Grand prix): Escape from the 'Liberty' Cinema (Ucieczka z kina Wolnosc) de Wojciech Marczewski
- Premiul special al juriului (Prix spécial du jury): Le Sous-sol de la peur (The People Under the Stairs) de Wes Craven
- Prix d'interprétation féminine : Juliet Stevenson pentru Truly, madly, deeply de Anthony Minghella
- Prix des effets spéciaux : Histoires de fantômes chinois 2 (Sien nui yau wan II yan gaan do) de Ching Siu-tung
- Prix de la C.S.T. : Traumatismes (Liebestraum) de Mike Figgis
- Premiul criticii (Prix de la critique): Truly Madly Deeply de Anthony Minghella
- Prix du public : Timebomb de Avi Nesher
- Prix du Format:20e : La Famille Addams (The Addams Family) de Barry Sonnenfeld